# Міська скульптура «Камінь — зброя пролетаріату» (Москва)

Паркова скульптура, Москва

Міська скульптура «Камінь — зброя пролетаріату» у Москві (рос. «Булыжник — оружие пролетариата») — міська (паркова) скульптура, присвячена збройному повстанню краснопрєсненських робітників у грудні 1905 року в ході Революції у Російській імперії 1905—07 років, у столиці Росії місті Москві.

## Загальна інформація
Скульптура встановлена у сквері імені 1905 року на площі Краснопрєсненська застава. 
Є точною копією однойменного творіння відомого радянського скульптора І.Д. Шадра, виконаного ним у гіпсі в 1925—27 роках, відлите в бронзі 1947 року (оригінал зберігається в Третьяковській галереї). 
Архітектурну ув'язку скульптури вдало здійснили архітектори М.Н. Казарновський і Л.Н. Матюшин.

## Опис
Міська скульптура являє собою бронзову скульптуру, що повністю повторює творіння Івана Шадра, що зображає фігуру робітника, який видряпує з бруківки каменюку, щоб використати її як знаряддя боротьби, встановлену на невисокому гранітному постаменті-плиті, на тлі стінки, облицьованої світло-сірим гранітом. 
Початково на стінці був також напис російською — цитата висловлювання Володимира Леніна: «Подвиг прєсненських робітників не пропав дарма. Їхні жертви були не даремними», що однак у наш час (після 1991 року, тобто з розпадом СРСР) стерли (однак обриси літер напису при ретельному огляді можна помітити).
Композиція скульптури, як і оригіналу, сповнена динамізму, в основі рисунка — виток спіралі, що розкручується; виразна жорстка і дуже рельєфна пластика тіла; експресивний портрет, що передає стан душевного драматичного підйому, концентрацію духовної і фізичної енергії. При всьому тому абсолютне реалістичне трактування зображення, навіть у деталях, повністю спрямоване на створення героїчного образу, що вміло передає настрій конкретної історичної епохи.

## З історії пам'ятника

Київський аналог скульптури перед демонтажем

київська копія в музеї декомунізації

У рік святкувань 50-річчя Жовтневої революції (1967) почав складатися значний меморіальний комплекс, присвячений подіям революційних подій першої російської антибуржуазної революції і грудневому збройному повстанню 1905 року на Прєсні. В рамках увічнення пам'яті про ці події і було встановлено у сквері імені 1905 року міську (паркову) скульптуру «Каменюка — знаряддя пролетаріату».
Скульптурна композиція по праву вважається шедевром радянського мистецтва доби соцреалізму — традиційно критики відзначають високу художну якість твору, досконалу майстерність митця.
Прикметно, що в Києві була копія скульптури — подарунок Москви, встановлена 1982 року на площі Червона Пресня (тепер Щекавицька площа). 2006‑го року була перенесена на площу перед кінотеатром «Жовтень». В жовтні 2016‑го памʼятник було демонтовано, нині він знаходиться в музеї декомунізаціх на Нивках.

## Виноски
1. ↑  «Каменюка — знаряддя пролетаріату», Москва на www.otdihinfo.ru. Архів оригіналу за 18 жовтня 2009. Процитовано 30 липня 2009. «Каменюка — знаряддя пролетаріату», Москва на www.otdihinfo.ru (рос.)
2. ↑  «Каменюка — знаряддя пролетаріату», Київ на www.otdihinfo.ru. Архів оригіналу за 10 квітня 2010. Процитовано 30 липня 2009. «Каменюка — знаряддя пролетаріату», Київ на www.otdihinfo.ru (рос.)
3. ↑  У Києві на Подолі демонтували пам’ятник «Камінь – зброя пролетаріату». Архів оригіналу за 24 грудня 2016. Процитовано 23 грудня 2016.

## Джерело
- http://www.otdihinfo.ru/catalog/146.html [Архівовано 18 жовтня 2009 у Wayback Machine.]